# Premio della Combattività (Tour de France)
Il Premio della Combattività del Tour de France viene assegnato al corridore che, nel corso di ogni tappa, dimostra coraggio, generosità e spirito di squadra. Il premio viene assegnato da una apposita giuria composta da ex ciclisti, giornalisti e organizzatori del Tour de France. Alla vigilia dell'ultima tappa, la giuria sceglie il corridore "Super Combattivo" del Tour, che riceve un premio di 20 000 euro ed il "Super Trophée Brandt".

## Albo d'oro
| Anno | Corridore               | Squadra                     | Punti | Altre maglie             |
| ---- | ----------------------- | --------------------------- | ----- | ------------------------ |
| 1956 | André Darrigade         | Francia                     | 175   | -                        |
| 1957 | Nicolas Barone          | Ile-de-France               | ?     | -                        |
| 1958 | Federico Bahamontes     | Spagna                      | ?     | -                        |
| 1959 | Gérard Saint            | Francia Ouest-Sud-Ouest     | 243   | -                        |
| 1960 | Jean Graczyk            | Francia                     | ?     | Punti                    |
| 1961 | Squadra Ovest-Sud-Ovest | Squadra Ovest-Sud-Ovest     | ?     | -                        |
| 1962 | Eddy Pauwels            | Wiel's-Groene Leeuw         | ?     | -                        |
| 1963 | Rik Van Looy            | G.B.C.-Libertas             | ?     | Punti                    |
| 1964 | Henry Anglade           | Pelforth-Sauvage-Lejeune    | ?     | -                        |
| 1965 | Felice Gimondi          | Salvarani                   | 80    | Generale                 |
| 1966 | Rudi Altig              | Molteni                     | 124   | -                        |
| 1967 | Désiré Letort           | Francia B                   | ?     | -                        |
| 1968 | Roger Pingeon           | Francia A                   | ?     | -                        |
| 1969 | Eddy Merckx             | Faema                       | ?     | Generale Punti Scalatori |
| 1970 | Eddy Merckx             | Faemino-Faema               | 366   | Generale                 |
| 1971 | Luis Ocaña              | Bic                         | ?     | -                        |
| 1972 | Cyrille Guimard         | Gan-Mercier                 | ?     | -                        |
| 1973 | Luis Ocaña              | Bic                         | ?     | Generale                 |
| 1974 | Eddy Merckx             | Molteni                     | ?     | Generale                 |
| 1975 | Eddy Merckx             | Molteni                     | ?     | -                        |
| 1976 | Raymond Delisle         | Peugeot-Esso-Michelin       | ?     | -                        |
| 1977 | Gerrie Knetemann        | TI-Raleigh                  | ?     | -                        |
| 1978 | Paul Wellens            | TI-Raleigh                  | ?     | -                        |
| 1979 | Hennie Kuiper           | Peugeot-Esso-Michelin       | ?     | -                        |
| 1980 | Christian Levavasseur   | Miko-Mercier                | ?     | -                        |
| 1981 | Bernard Hinault         | Renault-Elf                 | 25    | Generale                 |
| 1982 | Régis Clère             | Coop-Mercier                | 31    | -                        |
| 1983 | Serge Demierre          | Cilo-Aufina                 | ?     | -                        |
| 1984 | Bernard Hinault         | La Vie Claire-Terraillon    | ?     | -                        |
| 1985 | Maarten Ducrot          | Kwantum Hallen-Yoko         | ?     | -                        |
| 1986 | Bernard Hinault         | La Vie Claire-Radar         | ?     | Scalatori                |
| 1987 | Pedro Delgado           | PDM-Concorde                | ?     | -                        |
| 1988 | Jérôme Simon            | Z-Peugeot                   | ?     | -                        |
| 1989 | Laurent Fignon          | Super U-Raleigh-Fiat        | 25    | -                        |
| 1990 | Eduardo Chozas          | ONCE                        | 37    | -                        |
| 1991 | Claudio Chiappucci      | Carrera Jeans               | 34    | Scalatori                |
| 1992 | Claudio Chiappucci      | Carrera Jeans               | 42    | Scalatori                |
| 1993 | Massimo Ghirotto        | ZG Mobili-Bottecchia        | 34    | -                        |
| 1994 | Eros Poli               | Mercatone Uno               | 34    | -                        |
| 1995 | Hernán Buenahora        | Kelme                       | 36    | -                        |
| 1996 | Richard Virenque        | Festina-Lotus               | 50    | Scalatori                |
| 1997 | Richard Virenque        | Festina-Lotus               | 54    | Scalatori                |
| 1998 | Jacky Durand            | Casino-Ag2r                 | 94    | -                        |
| 1999 | Jacky Durand            | Lotto-Mobistar              | 61    | -                        |
| 2000 | Erik Dekker             | Rabobank                    | 99    | -                        |
| 2001 | Laurent Jalabert        | CSC-Tiscali                 | 94    | Scalatori                |
| 2002 | Laurent Jalabert        | CSC-Tiscali                 | 100   | Scalatori                |
| 2003 | Aleksandr Vinokurov     | Team Deutsche Telekom       | -     | -                        |
| 2004 | Richard Virenque        | Quick Step                  | -     | Scalatori                |
| 2005 | Óscar Pereiro           | Phonak                      | -     | -                        |
| 2006 | David de la Fuente      | Saunier Duval-Prodir        | -     | -                        |
| 2007 | Amets Txurruka          | Euskaltel-Euskadi           | -     | -                        |
| 2008 | Sylvain Chavanel        | Cofidis                     | -     | -                        |
| 2009 | non attribuita          | -                           | -     | -                        |
| 2010 | Sylvain Chavanel        | Quick Step                  | -     | -                        |
| 2011 | Jérémy Roy              | FDJ                         | -     | -                        |
| 2012 | Chris Anker Sørensen    | Team Saxo Bank-Tinkoff Bank | -     | -                        |
| 2013 | Christophe Riblon       | AG2R La Mondiale            | -     | -                        |
| 2014 | Alessandro De Marchi    | Cannondale                  | -     | -                        |
| 2015 | Romain Bardet           | AG2R La Mondiale            | -     | -                        |
| 2016 | Peter Sagan             | Tinkoff                     | -     | Punti                    |
| 2017 | Warren Barguil          | Team Sunweb                 | -     | Scalatori                |
| 2018 | Daniel Martin           | UAE Team Emirates           | -     | -                        |
| 2019 | Julian Alaphilippe      | Deceuninck-Quick Step       | -     | -                        |
| 2020 | Marc Hirschi            | Team Sunweb                 | -     | -                        |
| 2021 | Franck Bonnamour        | B&B Hotels p/b KTM          | -     | -                        |
| 2022 | Wout Van Aert           | Jumbo-Visma                 | -     | Punti                    |
| 2023 | Victor Campenaerts      | Lotto Dstny                 | -     | -                        |
| 2024 | Richard Carapaz         | EF Education-EasyPost       | -     | Scalatori                |
| 2025 | Ben Healy               | EF Education-EasyPost       | -     | -                        |